# Dunkeld (Australia)
Dunkeld – miasto w Australii, w stanie Wiktoria.